# La Liga de 1943–44
A La Liga de 1943–44 foi a 13º edição da Primeira Divisão da Espanha de futebol. Com 14 participantes, o campeão foi o Valencia CF.

## Classificação final
| Pos | Equipe                 | J  | V  | E | D  | GM | GS | SG  | Pts |
| --- | ---------------------- | -- | -- | - | -- | -- | -- | --- | --- |
| 1   | Valencia CF            | 26 | 18 | 4 | 4  | 73 | 32 | 41  | 40  |
| 2   | Atlético Aviación      | 26 | 15 | 4 | 7  | 66 | 49 | 17  | 34  |
| 3   | Sevilla CF             | 26 | 12 | 8 | 6  | 60 | 46 | 14  | 32  |
| 4   | Real Oviedo            | 26 | 12 | 5 | 9  | 71 | 47 | 24  | 29  |
| 5   | CD Castellón           | 26 | 13 | 3 | 10 | 42 | 36 | 6   | 29  |
| 6   | CF Barcelona           | 26 | 10 | 8 | 8  | 59 | 46 | 13  | 28  |
| 7   | Real Madrid            | 26 | 11 | 6 | 9  | 48 | 38 | 10  | 28  |
| 8   | Granada CF             | 26 | 9  | 8 | 9  | 41 | 46 | -5  | 26  |
| 9   | CD Sabadell            | 26 | 11 | 3 | 12 | 53 | 60 | -7  | 25  |
| 10  | Atlético de Bilbao     | 26 | 10 | 5 | 11 | 47 | 51 | -4  | 25  |
| 11  | RCD Español            | 26 | 9  | 5 | 12 | 42 | 50 | -8  | 23  |
| 12  | Deportivo de La Coruña | 26 | 6  | 7 | 13 | 35 | 64 | -29 | 19  |
| 13  | Real Sociedad          | 26 | 5  | 7 | 14 | 34 | 54 | -20 | 17  |
| 14  | Celta de Vigo          | 26 | 2  | 5 | 19 | 27 | 37 | -10 | 9   |

|  | Classificado para a promoção de permanencia na Primeira Divisão |
|  | Descenso a Segunda División                                     |